# Erginus sybariticus
Erginus sybariticus is een slakkensoort uit de familie van de Acmaeidae. De wetenschappelijke naam van de soort is voor het eerst geldig gepubliceerd in 1871 door Dall.